# 東大門歴史文化公園駅
東大門歴史文化公園(DDP)駅（トンデムンヨクサムンファゴンウォンえき）は、大韓民国ソウル特別市中区光熙洞にあるソウル交通公社の駅。
開業当時の駅名はソウル運動場駅であったが、運動場の名称変更により東大門運動場駅となり、さらに東大門歴史文化公園の開設によって現在の駅名となった。駅名が長いため、東歴文駅と略される場合がある。

## 利用可能な鉄道路線
ソウル交通公社
 2号線 - 駅番号は205
 4号線 - 駅番号は422
 5号線 - 駅番号は536

## 歴史
- 1983年9月16日 - ソウル運動場駅（서울운동장역）としてソウル特別市地下鉄公社（当時）2号線の駅が開業。
- 1985年
  - 10月18日 - ソウル特別市地下鉄公社（当時）4号線の駅が開業[3]。
  - 10月24日 - 東大門運動場駅（동대문운동장역）に改称[4]。
- 1996年12月30日 - ソウル特別市都市鉄道公社（当時）5号線の駅が開業。
- 2005年1月1日 - ソウル特別市地下鉄公社がソウルメトロに改称、2号線と4号線はソウルメトロの駅となる。
- 2007年 - 2号線から順番にホームドアの設置を開始。
- 2009年12月1日 - 駅名を東大門歴史文化公園駅に改称[1]。
- 2017年5月31日 - ソウルメトロとソウル特別市都市鉄道公社が統合され、2・4・5号線全てがソウル交通公社の駅となる。
- 2018年7月18日 - 9月20日 - 4・5号線間エスカレーター更新工事のため乗り換え通路を閉鎖。期間中は2・4号線と5号線間の乗り換えが不可能となっていた[5]。
- 2019年12月26日 - 駅名を東大門歴史文化公園(DDP)駅に改称。

## 駅構造

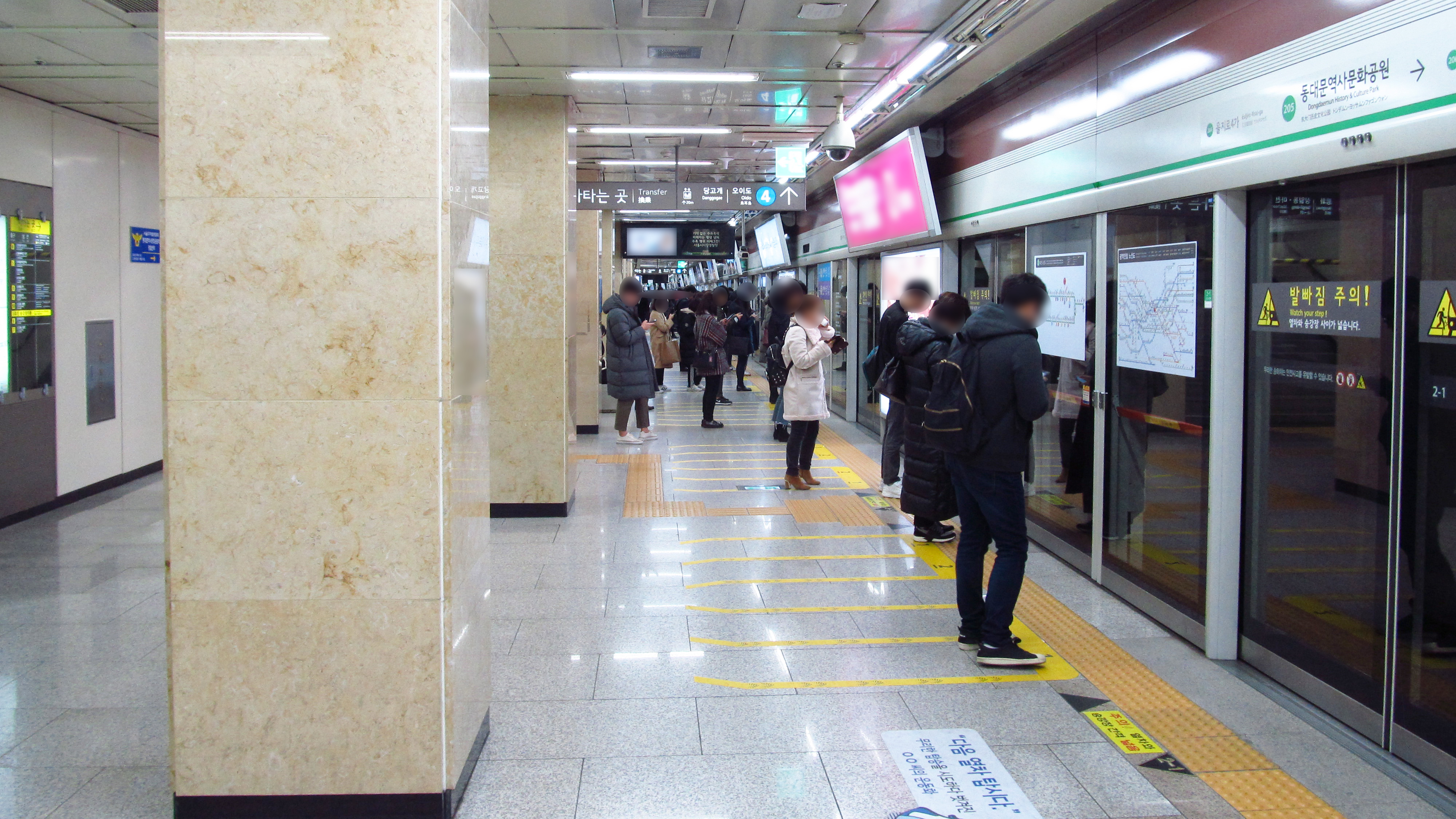
2号線ホーム（2018年撮影）

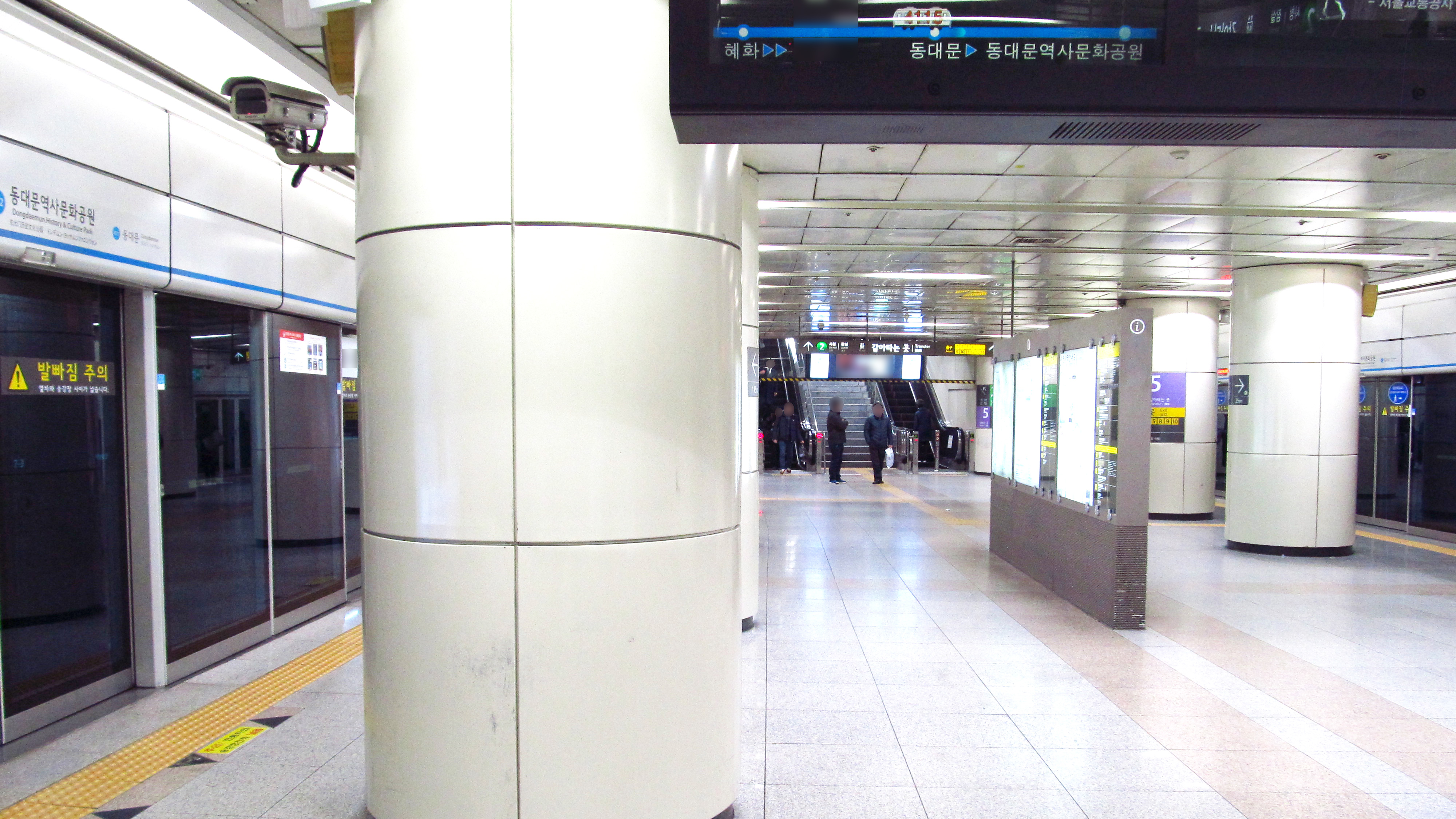
4号線ホーム（2018年撮影）

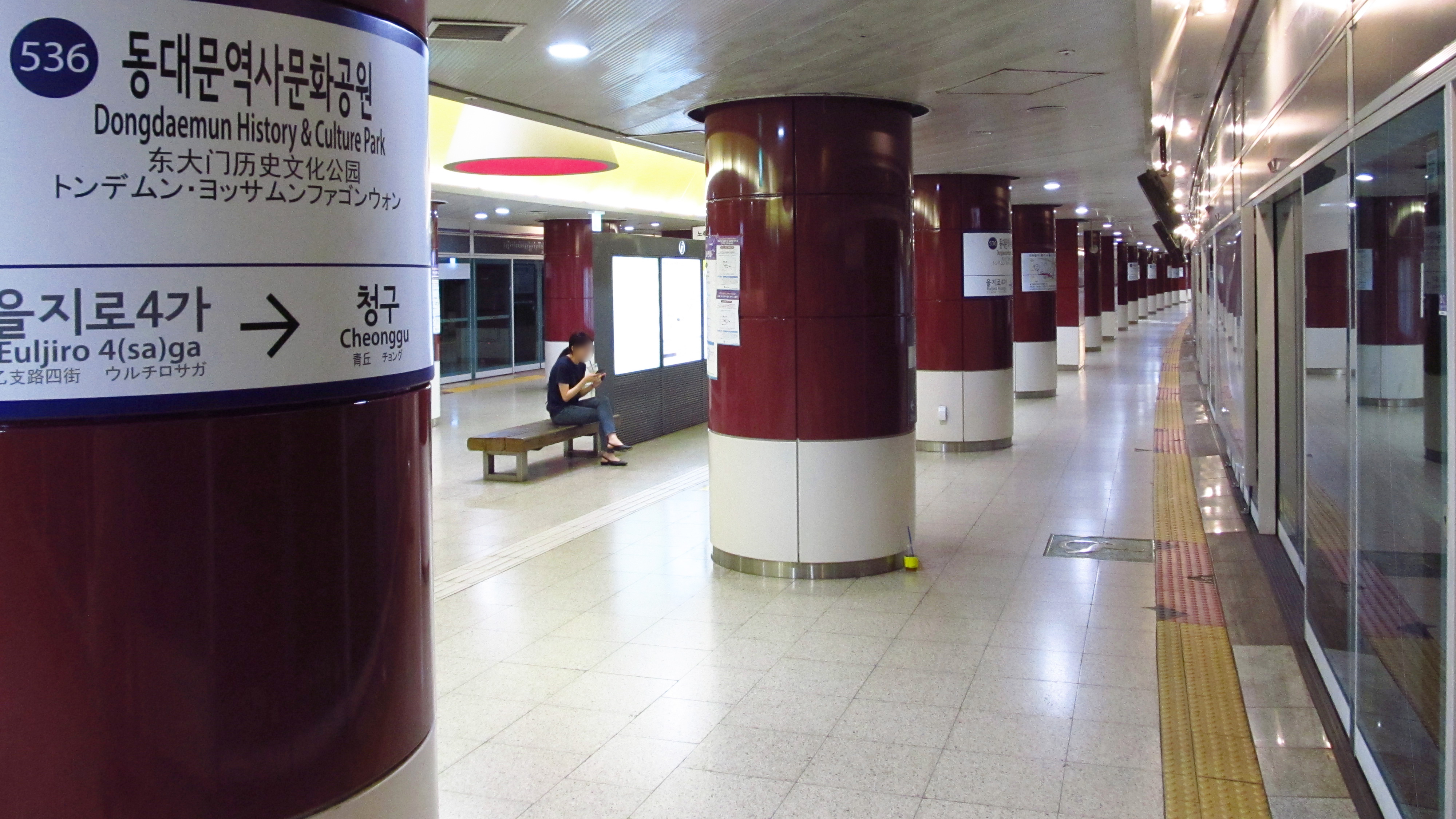
5号線ホーム（2018年撮影）

2号線のホームは地下2階にある。相対式ホーム2面2線を有する地下駅で、フルスクリーンタイプのホームドアが設置されている。4号線に乗り換える場合、両ホームとも乙支路4街寄りにある連絡階段を利用することができる。5号線に乗り換える場合は4号線のホームまたは改札階を経由する必要がある。
4号線のホームは地下3階にある。島式ホーム1面2線を有する地下駅で、フルスクリーンタイプのホームドアが設置されている。2号線に乗り換える場合、外回り方面はホーム東大門寄りの連絡階段を、内回り方面はその手前にある連絡階段を使用することができる。5号線に乗り換える場合はホーム忠武路寄りにある階段を上がって連絡通路を利用することができる。
改札階は地下1階にあり、改札口は4ヶ所ある。化粧室は改札内に2ヶ所、改札外に1ヶ所ある。
5号線のホームは地下5階にある。島式ホーム1面2線を有する地下駅で、フルスクリーンタイプのホームドアが設置されている。ホーム青丘寄りに2号線と4号線への連絡通路があり、ホーム乙支路4街寄りに改札階へ通じる階段がある。
改札階は地下2階にあり、改札口は1ヶ所ある。化粧室は改札外（地下1階）に1ヶ所ある。出入口は1番から10番までの合計10ヶ所ある。

### のりば
のりばの番号は各線共に存在しない。
| B2F 2号線ホーム |       |                                       |
| 内回り          | 2号線 | 往十里・聖水・建大入口・蚕室方面      |
| 外回り          | 2号線 | 乙支路3街・市庁・忠正路・弘大入口方面 |
| B3F 4号線ホーム |       |                                       |
| 上り            | 4号線 | 東大門・倉洞・蘆原・仏岩山方面        |
| 下り            | 4号線 | ソウル駅・舎堂・衿井・烏耳島方面      |
| B5F 5号線ホーム |       |                                       |
| 上り            | 5号線 | 鍾路3街・汝矣島・金浦空港・傍花方面   |
| 下り            | 5号線 | 君子・江東・上一洞・馬川方面          |

## 利用状況
近年の一日平均利用人員推移は下記のとおり。
| 路線  | 路線     | 2000年 | 2001年 | 2002年 | 2003年 | 2004年 | 2005年 | 2006年 | 2007年 | 2008年 | 2009年 | 出典  |
| ----- | -------- | ------ | ------ | ------ | ------ | ------ | ------ | ------ | ------ | ------ | ------ | ----- |
| 2号線 | 乗車人員 | 26,609 | 25,114 | 24,402 | 22,834 | 24,218 | 22,949 | 21,407 | 19,926 | 18,170 | 17,195 | [ 6 ] |
| 2号線 | 降車人員 | 29,404 | 28,109 | 26,891 | 25,930 | 27,419 | 26,131 | 24,353 | 22,311 | 20,808 | 20,024 | [ 6 ] |
| 2号線 | 乗降人員 | 56,014 | 53,223 | 51,292 | 48,764 | 51,638 | 49,080 | 45,760 | 42,237 | 38,978 | 37,219 | [ 6 ] |
| 4号線 | 乗車人員 | 32,883 | 31,606 | 29,721 | 29,017 | 30,007 | 28,172 | 26,076 | 23,316 | 21,952 | 21,231 | [ 6 ] |
| 4号線 | 降車人員 | 35,710 | 34,558 | 32,535 | 31,299 | 31,416 | 29,144 | 26,910 | 24,149 | 22,057 | 21,060 | [ 6 ] |
| 4号線 | 乗降人員 | 68,593 | 66,164 | 62,256 | 60,316 | 61,423 | 57,317 | 52,986 | 47,465 | 44,009 | 42,292 | [ 6 ] |
| 5号線 | 乗車人員 | 1,564  | 1,769  | 1,845  | 1,879  | 1,841  | 1,789  | 1,690  | 1,607  | 1,650  | 1,642  | [ 6 ] |
| 5号線 | 降車人員 | 2,324  | 2,520  | 2,520  | 2,521  | 2,395  | 2,311  | 2,126  | 2,054  | 2,103  | 2,089  | [ 6 ] |
| 5号線 | 乗降人員 | 3,888  | 4,289  | 4,365  | 4,400  | 4,236  | 4,100  | 3,816  | 3,661  | 3,753  | 3,731  | [ 6 ] |
| 路線  | 路線     | 2010年 | 2011年 | 2012年 | 2013年 | 2014年 | 2015年 | 2016年 | 2017年 | 2018年 | 出典   |       |
| 2号線 | 乗車人員 | 16,476 | 17,079 | 16,849 | 16,643 | 19,056 | 18,848 | 19,537 | 19,184 | 19,498 | [ 6 ]  |       |
| 2号線 | 降車人員 | 19,181 | 19,564 | 19,276 | 19,145 | 22,107 | 21,637 | 22,525 | 22,074 | 22,069 | [ 6 ]  |       |
| 2号線 | 乗降人員 | 35,657 | 36,643 | 36,125 | 35,788 | 41,163 | 40,485 | 42,062 | 41,258 | 41,567 | [ 6 ]  |       |
| 4号線 | 乗車人員 | 20,828 | 21,295 | 21,051 | 20,270 | 23,508 | 22,719 | 23,842 | 23,443 | 22,111 | [ 6 ]  |       |
| 4号線 | 降車人員 | 20,494 | 20,996 | 20,468 | 19,356 | 21,780 | 20,996 | 21,777 | 21,390 | 20,124 | [ 6 ]  |       |
| 4号線 | 乗降人員 | 41,322 | 42,291 | 41,519 | 39,626 | 45,288 | 43,715 | 45,619 | 44,833 | 42,235 | [ 6 ]  |       |
| 5号線 | 乗車人員 | 1,784  | 2,379  | 2,611  | 2,652  | 2,875  | 2,994  | 2,982  | 2,835  | 2,978  | [ 6 ]  |       |
| 5号線 | 降車人員 | 2,283  | 3,056  | 3,273  | 3,270  | 3,488  | 3,599  | 3,568  | 3,384  | 3,728  | [ 6 ]  |       |
| 5号線 | 乗降人員 | 4,066  | 5,435  | 5,884  | 5,922  | 6,363  | 6,593  | 6,550  | 6,219  | 6,706  | [ 6 ]  |       |

## 駅周辺
- 光熙洞住民センター
- 光熙門
- 国立医療院
- 東大門ミリオレ
- 東大門歴史文化公園
- 東大門デザインプラザ（朝鮮語版）（DDP）
- 斗山タワー
- ソウル観光案内所
- ソウル光熙初等学校（朝鮮語版）
- 城東グローバル経営高等学校（朝鮮語版）
- 新堂1洞住民センター
- 五間水橋
- 乙支路6街郵便局
- 乙支路地下歩道
- 奨忠洞住民センター
- 中部消防署
- 中部市場
- KT 乙支支社
- 平和市場
- 韓国教育学術情報院（朝鮮語版）
- 漢陽工業高等学校（朝鮮語版）
- 漢陽中学校（朝鮮語版）
- 訓練院公園
- ハローapm
- グッドモーニングシティ
- 東横INNソウル東大門1・2
- ザ・スプラジールソウル東大門

## 隣の駅
ソウル交通公社
 2号線
乙支路4街駅 (204) - 東大門歴史文化公園駅 (205) - 新堂駅 (206)
 4号線
東大門駅 (421) - 東大門歴史文化公園駅 (422) - 忠武路駅 (423)
 5号線
乙支路4街駅 (535) - 東大門歴史文化公園駅 (536) - 青丘駅 (537)